# Pleasant Creek
La Pleasant Creek est un cours d'eau américain dans l'Utah, et un affluent droit de la rivière la Fremont, donc un sous-affluent du fleuve le Colorado.

## Géographie
D'environ 25 km de longueur, elle prend naissance dans la forêt nationale de Fish Lake puis traverse le parc national de Capitol Reef, coulant dans les comtés de Garfield et de Wayne, avant de confluer dans la Fremont, en rive droite, à 1 474 m d'altitude.